# 凱爾·吉卜森
凱爾·班傑明·吉卜森（英語：Kyle Benjamin Gibson，1987年10月23日—），為前美國職棒大聯盟的投手，生涯曾效力過雙城、遊騎兵、費城人、金鶯與紅雀等隊。

## 職業生涯

### 明尼蘇達雙城
2009年美國職棒大聯盟選秀，吉卜森在首輪第22順位被雙城隊選走。.2010年，吉卜森一路從1A慢慢升上3A。後來他在2011年受邀參加春訓。
2011年11月7日，吉卜森因為手肘痠痛而動了TJ手術。後來他於2012年末回歸，並參加亞利桑那秋季聯盟。
2013年6月29日，吉卜森登上大聯盟。他主投6局失2分拿下大聯盟首勝。最後他先發10場比賽，防禦率6.53。
2014年，吉卜森已經成為雙城先發的其中一員。這年他拿下13勝，防禦率4.47。2015年，吉卜森不僅勝投和投球局數都是全隊第一，他的防禦率也降到3.85。
2016年，吉卜森受到肩傷所苦，整年防禦率高達5.07。2017年雖然拿下12勝，不過防禦率和被打擊率都和去年一樣高。2018年，吉卜森的三振功力進步，整年拿下10勝13敗，防禦率3.62，送出179次三振為生涯新高。2019年，他已成為球隊的二號先發。他拿下13勝，防禦率為4.84，不過他在K9值為9，寫下生涯新高。

### 德州遊騎兵
2019年12月6日，他和遊騎兵隊簽下3年合約。2020年，他只拿下2勝6敗，防禦率5.35。WHIP值為1.530和被上壘率3成62都是全聯盟最高。

## 球探報告
吉卜森擅長的球種為：均速92英里的伸卡球、均速81英里的曲球、均速85英里的圈指變速球和均速85英里的滑球。

## 個人生活
吉卜森目前已婚，並育有3個小孩。他是一名虔誠的基督徒。他在2019年球季末曾被診斷出患有潰瘍性結腸炎。

## 外部連結
- 球員資訊和成績在MLB ，ESPN ，Retrosheet ，Baseball Reference ，Baseball Reference (Minors) ，Fangraphs ，The Baseball Cube （英文）
- 凱爾·吉卜森的X（前Twitter）